# Campeonato Sub-15 de la Concacaf de 2023
El Campeonato Sub-15 de la Concacaf de 2023 fue la cuarta edición y se llevó a cabo del 6 al 13 de agosto del año 2023 en la República Dominicana y en Curazao.

## Equipos participantes
Se muestra un listado de las 39 selecciones de Concacaf que participan en la competición, y las dos selecciones invitadas de: Catar y Arabia Saudita.
| Equipos participantes  | Equipos participantes                | Equipos participantes        | Equipos participantes |
| ---------------------- | ------------------------------------ | ---------------------------- | --------------------- |
| Costa Rica             | Nicaragua                            | Honduras                     | El Salvador           |
| Belice                 | Panamá                               | Guatemala                    | República Dominicana  |
| México                 | Jamaica                              | Catar                        | Arabia Saudita        |
| Estados Unidos         | Haití                                | Cuba                         | Trinidad y Tobago     |
| Surinam                | Martinica                            | Granada                      | Guadalupe             |
| Antigua y Barbuda      | Islas Vírgenes de los Estados Unidos | Guayana Francesa             | Saint-Martin          |
| Curazao                | Aruba                                | Bahamas                      | Dominica              |
| San Cristóbal y Nieves | Guyana                               | San Vicente y las Granadinas | Barbados              |
| Bonaire                | Santa Lucía                          | Islas Caimán                 | Sint Maarten          |
| Islas Turcas y Caicos  | Islas Vírgenes Británicas            | Canadá                       | Puerto Rico           |
| Bermudas               | Anguila                              |                              |                       |

## Sedes
| Estadio Panamericano | Estadio Olímpico Félix Sánchez |
| Capacidad: 2.800     | Capacidad: 27.000              |
|                      |                                |

| Willemstad |                      |
| Willemstad | Willemstad           |
| ---------- | -------------------- |
| Willemstad | Estadio Ergilio Hato |
| Willemstad | Capacidad: 15 000    |
| Willemstad |                      |

## Liga A

### Grupo A
| Equipo         | Pts | PJ | PG | PE | PP | GF | GC | Dif |
| -------------- | --- | -- | -- | -- | -- | -- | -- | --- |
| México         | 9   | 3  | 3  | 0  | 0  | 11 | 2  | +9  |
| Jamaica        | 6   | 3  | 2  | 0  | 1  | 6  | 3  | +3  |
| El Salvador    | 3   | 3  | 1  | 0  | 2  | 5  | 6  | -1  |
| Arabia Saudita | 0   | 3  | 0  | 0  | 3  | 2  | 12 | -11 |

| Fecha               | Lugar                                | Local          | Resultado | Visitante      |
| ------------------- | ------------------------------------ | -------------- | --------- | -------------- |
| 6 de agosto de 2023 | San Cristóbal (República Dominicana) | El Salvador    | 0 – 1     | Jamaica        |
| 6 de agosto de 2023 | San Cristóbal (República Dominicana) | México         | 5 – 0     | Arabia Saudita |
| 7 de agosto de 2023 | San Cristóbal (República Dominicana) | México         | 4 – 1     | El Salvador    |
| 7 de agosto de 2023 | San Cristóbal (República Dominicana) | Jamaica        | 4 – 1     | Arabia Saudita |
| 8 de agosto de 2023 | San Cristóbal (República Dominicana) | Jamaica        | 1 – 2     | México         |
| 8 de agosto de 2023 | San Cristóbal (República Dominicana) | Arabia Saudita | 1 – 4     | El Salvador    |

### Grupo B
| Equipo         | Pts | PJ | PG | PE | PP | GF | GC | Dif |
| -------------- | --- | -- | -- | -- | -- | -- | -- | --- |
| Estados Unidos | 9   | 3  | 3  | 0  | 0  | 16 | 2  | +14 |
| Haití          | 6   | 3  | 2  | 0  | 1  | 4  | 4  | 0   |
| Cuba           | 3   | 3  | 1  | 0  | 2  | 2  | 13 | -11 |
| Catar          | 0   | 3  | 0  | 0  | 3  | 2  | 5  | -3  |

| Fecha               | Lugar                                | Local          | Resultado | Visitante      |
| ------------------- | ------------------------------------ | -------------- | --------- | -------------- |
| 6 de agosto de 2023 | San Cristóbal (República Dominicana) | Estados Unidos | 3 – 2     | Catar          |
| 6 de agosto de 2023 | San Cristóbal (República Dominicana) | Cuba           | 1 – 3     | Haití          |
| 7 de agosto de 2023 | San Cristóbal (República Dominicana) | Estados Unidos | 10 – 0    | Cuba           |
| 7 de agosto de 2023 | San Cristóbal (República Dominicana) | Haití          | 1 – 0     | Catar          |
| 8 de agosto de 2023 | San Cristóbal (República Dominicana) | Catar          | 0 – 1     | Cuba           |
| 8 de agosto de 2023 | San Cristóbal (República Dominicana) | Haití          | 0 – 3     | Estados Unidos |

### Grupo C
| Equipo                   | Pts | PJ | PG | PE | PP | GF | GC | Dif |
| ------------------------ | --- | -- | -- | -- | -- | -- | -- | --- |
| Canadá                   | 9   | 3  | 3  | 0  | 0  | 7  | 1  | +6  |
| Guatemala                | 4   | 3  | 1  | 1  | 1  | 3  | 2  | +1  |
| Panamá                   | 4   | 3  | 1  | 1  | 1  | 3  | 2  | +1  |
| República Dominicana (H) | 0   | 3  | 0  | 0  | 3  | 2  | 10 | -8  |

| Fecha               | Lugar                                | Local                | Resultado | Visitante            |
| ------------------- | ------------------------------------ | -------------------- | --------- | -------------------- |
| 6 de agosto de 2023 | Santo Domingo (República Dominicana) | Guatemala            | 0 – 0     | Panamá               |
| 6 de agosto de 2023 | Santo Domingo (República Dominicana) | Canadá               | 4 – 1     | República Dominicana |
| 7 de agosto de 2023 | Santo Domingo (República Dominicana) | Canadá               | 2 – 0     | Guatemala            |
| 7 de agosto de 2023 | Santo Domingo (República Dominicana) | República Dominicana | 1 – 3     | Panamá               |
| 8 de agosto de 2023 | Santo Domingo (República Dominicana) | República Dominicana | 0 – 3     | Guatemala            |
| 8 de agosto de 2023 | Santo Domingo (República Dominicana) | Panamá               | 0 – 1     | Canadá               |

### Grupo D
| Equipo            | Pts | PJ | PG | PE | PP | GF | GC | Dif |
| ----------------- | --- | -- | -- | -- | -- | -- | -- | --- |
| Honduras          | 5   | 3  | 1  | 2  | 0  | 2  | 1  | +1  |
| Puerto Rico       | 4   | 3  | 1  | 1  | 1  | 3  | 3  | 0   |
| Costa Rica        | 4   | 3  | 1  | 1  | 1  | 2  | 3  | -1  |
| Trinidad y Tobago | 3   | 3  | 1  | 0  | 2  | 4  | 4  | 0   |

| Fecha               | Lugar                                | Local             | Resultado | Visitante         |
| ------------------- | ------------------------------------ | ----------------- | --------- | ----------------- |
| 6 de agosto de 2023 | Santo Domingo (República Dominicana) | Costa Rica        | 2 – 1     | Puerto Rico       |
| 6 de agosto de 2023 | Santo Domingo (República Dominicana) | Trinidad y Tobago | 1 – 2     | Honduras          |
| 7 de agosto de 2023 | Santo Domingo (República Dominicana) | Honduras          | 0 – 0     | Puerto Rico       |
| 8 de agosto de 2023 | Santo Domingo (República Dominicana) | Honduras          | 0 – 0     | Costa Rica        |
| 8 de agosto de 2023 | Santo Domingo (República Dominicana) | Puerto Rico       | 2 – 1     | Trinidad y Tobago |
| 9 de agosto de 2023 | Santo Domingo (República Dominicana) | Costa Rica        | 0 – 2     | Trinidad y Tobago |

### Repechaje
| Fecha                | Lugar                                | Local             | Resultado | Visitante            |
| -------------------- | ------------------------------------ | ----------------- | --------- | -------------------- |
| 10 de agosto de 2023 | San Cristóbal (República Dominicana) | El Salvador       | 3 – 0     | Cuba                 |
| 10 de agosto de 2023 | San Cristóbal (República Dominicana) | Trinidad y Tobago | 3 – 0     | Catar                |
| 10 de agosto de 2023 | San Cristóbal (República Dominicana) | Costa Rica        | 3 – 1     | República Dominicana |
| 10 de agosto de 2023 | San Cristóbal (República Dominicana) | Panamá            | 1 – 2     | Arabia Saudita       |

## Fase de eliminatorias

### Cuadro de desarrollo
|  | Cuartos de Final             | Cuartos de Final             |                              |   | Semifinales  | Semifinales  |  |  | Final | Final |
|  |                              |                              |                              |   |              |              |  |  |       |       |
|  | 10 de agosto – Santo Domingo |                              |                              |   |              |              |  |  |       |       |
|  |                              |                              |                              |   |              |              |  |  |       |       |
|  | México                       | 1                            |                              |   |              |              |  |  |       |       |
|  | México                       | 1                            | 11 de agosto – Santo Domingo |   |              |              |  |  |       |       |
|  | Puerto Rico                  | 0                            |                              |   |              |              |  |  |       |       |
|  | Puerto Rico                  | 0                            | México                       | 3 |              |              |  |  |       |       |
|  | 10 de agosto – Santo Domingo |                              | México                       | 3 |              |              |  |  |       |       |
|  |                              | Jamaica                      | 0                            |   |              |              |  |  |       |       |
|  | Honduras                     | Jamaica                      | 0                            | 1 |              |              |  |  |       |       |
|  | Honduras                     |                              | 13 de agosto – Santo Domingo | 1 |              |              |  |  |       |       |
|  | Jamaica                      | 4                            |                              |   |              |              |  |  |       |       |
|  | Jamaica                      | 4                            | México                       | 2 |              |              |  |  |       |       |
|  | 10 de agosto – Santo Domingo |                              | México                       | 2 |              |              |  |  |       |       |
|  |                              | Estados Unidos               | 4                            |   |              |              |  |  |       |       |
|  | Canadá                       | Estados Unidos               | 4                            | 0 |              |              |  |  |       |       |
|  | Canadá                       | 11 de agosto – Santo Domingo |                              | 0 |              |              |  |  |       |       |
|  | Haití                        | 1                            |                              |   |              |              |  |  |       |       |
|  | Haití                        | 1                            | Haití                        | 0 |              |              |  |  |       |       |
|  | 10 de agosto – Santo Domingo |                              | Haití                        | 0 |              |              |  |  |       |       |
|  |                              | Estados Unidos               | 1                            |   | Tercer lugar | Tercer lugar |  |  |       |       |
|  | Estados Unidos               | Estados Unidos               | 1                            | 4 | Tercer lugar | Tercer lugar |  |  |       |       |
|  | Estados Unidos               |                              | 13 de agosto – Santo Domingo | 4 |              |              |  |  |       |       |
|  | Guatemala                    | 1                            |                              |   |              |              |  |  |       |       |
|  | Guatemala                    | 1                            | Jamaica                      | 1 |              |              |  |  |       |       |
|  |                              |                              |                              |   |              |              |  |  |       |       |
|  | Haití                        | 3                            |                              |   |              |              |  |  |       |       |
|  | Haití                        | 3                            |                              |   |              |              |  |  |       |       |

## Liga B

### Grupo E
| Equipo    | Pts | PJ | PG | PE | PP | GF | GC | Dif |
| --------- | --- | -- | -- | -- | -- | -- | -- | --- |
| Nicaragua | 7   | 3  | 2  | 1  | 0  | 7  | 2  | +5  |
| Martinica | 6   | 3  | 2  | 0  | 1  | 4  | 2  | +2  |
| Surinam   | 4   | 3  | 1  | 1  | 1  | 4  | 4  | 0   |
| Granada   | 0   | 3  | 0  | 0  | 3  | 0  | 7  | -7  |

| Fecha               | Lugar                | Local     | Resultado | Visitante |
| ------------------- | -------------------- | --------- | --------- | --------- |
| 6 de agosto de 2023 | Willemstad (Curazao) | Nicaragua | 4 – 0     | Granada   |
| 6 de agosto de 2023 | Willemstad (Curazao) | Surinam   | 1 – 2     | Martinica |
| 7 de agosto de 2023 | Willemstad (Curazao) | Nicaragua | 2 – 2     | Surinam   |
| 7 de agosto de 2023 | Willemstad (Curazao) | Martinica | 2 – 0     | Granada   |
| 8 de agosto de 2023 | Willemstad (Curazao) | Granada   | 0 – 1     | Surinam   |
| 8 de agosto de 2023 | Willemstad (Curazao) | Martinica | 0 – 1     | Nicaragua |

### Grupo F
| Equipo    | Pts | PJ | PG | PE | PP | GF | GC | Dif |
| --------- | --- | -- | -- | -- | -- | -- | -- | --- |
| Belice    | 6   | 3  | 2  | 0  | 1  | 3  | 2  | +1  |
| Barbados  | 4   | 3  | 1  | 1  | 1  | 3  | 2  | +1  |
| Guadalupe | 4   | 3  | 1  | 1  | 1  | 2  | 2  | 0   |
| Guyana    | 2   | 3  | 0  | 2  | 1  | 0  | 2  | -1  |

| Fecha               | Lugar                | Local     | Resultado | Visitante |
| ------------------- | -------------------- | --------- | --------- | --------- |
| 6 de agosto de 2023 | Willemstad (Curazao) | Guadalupe | 0 – 0     | Guyana    |
| 7 de agosto de 2023 | Willemstad (Curazao) | Belice    | 1 – 0     | Guadalupe |
| 7 de agosto de 2023 | Willemstad (Curazao) | Guyana    | 0 – 0     | Barbados  |
| 8 de agosto de 2023 | Willemstad (Curazao) | Belice    | 2 – 0     | Guyana    |
| 8 de agosto de 2023 | Willemstad (Curazao) | Barbados  | 1 – 2     | Guadalupe |
| 9 de agosto de 2023 | Willemstad (Curazao) | Barbados  | 2 – 0     | Belice    |

### Grupo G
| Equipo       | Pts | PJ | PG | PE | PP | GF | GC | Dif |
| ------------ | --- | -- | -- | -- | -- | -- | -- | --- |
| Santa Lucía  | 7   | 3  | 2  | 1  | 0  | 7  | 0  | +7  |
| Bermudas     | 6   | 3  | 2  | 0  | 1  | 5  | 2  | +3  |
| Aruba        | 4   | 3  | 1  | 1  | 1  | 4  | 1  | +3  |
| Islas Caimán | 0   | 3  | 0  | 0  | 3  | 0  | 13 | -13 |

| Fecha               | Lugar                | Local        | Resultado | Visitante    |
| ------------------- | -------------------- | ------------ | --------- | ------------ |
| 6 de agosto de 2023 | Willemstad (Curazao) | Aruba        | 4 – 0     | Islas Caimán |
| 6 de agosto de 2023 | Willemstad (Curazao) | Bermudas     | 0 – 2     | Santa Lucía  |
| 7 de agosto de 2023 | Willemstad (Curazao) | Aruba        | 0 – 1     | Bermudas     |
| 7 de agosto de 2023 | Willemstad (Curazao) | Santa Lucía  | 5 – 0     | Islas Caimán |
| 8 de agosto de 2023 | Willemstad (Curazao) | Islas Caimán | 0 – 4     | Bermudas     |
| 8 de agosto de 2023 | Willemstad (Curazao) | Santa Lucía  | 0 – 0     | Aruba        |

### Grupo H
| Equipo                 | Pts | PJ | PG | PE | PP | GF | GC | Dif |
| ---------------------- | --- | -- | -- | -- | -- | -- | -- | --- |
| Curazao (H)            | 6   | 3  | 2  | 0  | 1  | 13 | 4  | +9  |
| Antigua y Barbuda      | 6   | 3  | 2  | 0  | 1  | 6  | 3  | +3  |
| San Cristóbal y Nieves | 3   | 3  | 1  | 0  | 2  | 5  | 11 | -6  |
| Bonaire                | 3   | 3  | 1  | 0  | 2  | 3  | 9  | -6  |

| Fecha               | Lugar                | Local                  | Resultado | Visitante              |
| ------------------- | -------------------- | ---------------------- | --------- | ---------------------- |
| 6 de agosto de 2023 | Willemstad (Curazao) | Bonaire                | 0 – 2     | Antigua y Barbuda      |
| 6 de agosto de 2023 | Willemstad (Curazao) | Curazao                | 7 – 1     | San Cristóbal y Nieves |
| 7 de agosto de 2023 | Willemstad (Curazao) | Antigua y Barbuda      | 1 – 2     | San Cristóbal y Nieves |
| 7 de agosto de 2023 | Willemstad (Curazao) | Curazao                | 5 – 0     | Bonaire                |
| 8 de agosto de 2023 | Willemstad (Curazao) | Antigua y Barbuda      | 3 – 1     | Curazao                |
| 8 de agosto de 2023 | Willemstad (Curazao) | San Cristóbal y Nieves | 2 – 3     | Bonaire                |

### Repechaje
| Fecha                | Lugar                | Local                  | Resultado          | Visitante    |
| -------------------- | -------------------- | ---------------------- | ------------------ | ------------ |
| 10 de agosto de 2023 | Willemstad (Curazao) | San Cristóbal y Nieves | 2 – 2 (3 - 4 pen.) | Bonaire      |
| 10 de agosto de 2023 | Willemstad (Curazao) | Guadalupe              | 2 – 0              | Guyana       |
| 10 de agosto de 2023 | Willemstad (Curazao) | Surinam                | 3 – 2              | Granada      |
| 10 de agosto de 2023 | Willemstad (Curazao) | Aruba                  | 0 – 0 (4 - 1 pen.) | Islas Caimán |

## Fase de eliminatorias

### Cuadro de desarrollo
|  | Cuartos de final  | Cuartos de final  | Cuartos de final |             |             | Semifinales | Semifinales | Semifinales |           |              | Final        | Final        | Final |  |
|  |                   |                   |                  |             |             |             |             |             |           |              |              |              |       |  |
|  |                   |                   |                  |             |             |             |             |             |           |              |              |              |       |  |
|  | Curazao           | Curazao           | 1                |             |             |             |             |             |           |              |              |              |       |  |
|  | Curazao           | Curazao           | 1                |             |             |             |             |             |           |              |              |              |       |  |
|  | Martinica         | Martinica         | 4                |             |             |             |             |             |           |              |              |              |       |  |
|  | Martinica         | Martinica         | 4                |             | Martinica   | Martinica   | 1           |             |           |              |              |              |       |  |
|  |                   |                   |                  |             | Martinica   | Martinica   | 1           |             |           |              |              |              |       |  |
|  |                   |                   | Nicaragua        | Nicaragua   | 2           |             |             |             |           |              |              |              |       |  |
|  | Nicaragua         | Nicaragua         | Nicaragua        | Nicaragua   | 2           | 1 (4)       |             |             |           |              |              |              |       |  |
|  | Nicaragua         | Nicaragua         |                  |             |             |             |             |             |           |              |              |              |       |  |
|  | Antigua y Barbuda | Antigua y Barbuda | 1 (2)            |             |             |             |             |             |           |              |              |              |       |  |
|  | Antigua y Barbuda | Antigua y Barbuda | 1 (2)            |             |             |             |             |             |           | Nicaragua    | Nicaragua    | 2            |       |  |
|  |                   |                   |                  |             |             |             |             |             |           | Nicaragua    | Nicaragua    | 2            |       |  |
|  |                   |                   | Santa Lucía      | Santa Lucía | 1           |             |             |             |           |              |              |              |       |  |
|  | Santa Lucía       | Santa Lucía       | Santa Lucía      | Santa Lucía | 1           | 1           |             |             |           |              |              |              |       |  |
|  | Santa Lucía       | Santa Lucía       |                  |             |             |             |             |             |           |              |              |              |       |  |
|  | Barbados          | Barbados          | 0                |             |             |             |             |             |           |              |              |              |       |  |
|  | Barbados          | Barbados          | 0                |             | Santa Lucía | Santa Lucía | 2           |             |           | Tercer lugar | Tercer lugar | Tercer lugar |       |  |
|  |                   |                   |                  |             | Santa Lucía | Santa Lucía | 2           |             |           | Tercer lugar | Tercer lugar | Tercer lugar |       |  |
|  |                   |                   | Bermudas         | Bermudas    | 0           |             |             |             |           |              |              |              |       |  |
|  | Belice            | Belice            | Bermudas         | Bermudas    | 0           | 0 (3)       |             |             | Martinica | Martinica    | 1 (7)        |              |       |  |
|  | Belice            | Belice            |                  |             |             |             |             |             | Martinica | Martinica    | 1 (7)        |              |       |  |
|  | Bermudas          | Bermudas          | 0 (4)            |             |             |             |             |             |           |              | Bermudas     | Bermudas     | 1 (6) |  |
|  | Bermudas          | Bermudas          | 0 (4)            |             |             |             |             |             |           |              | Bermudas     | Bermudas     | 1 (6) |  |
|  |                   |                   |                  |             |             |             |             |             |           |              |              |              |       |  |

## Liga C

### Grupo I
| Equipo                    | Pts | PJ | PG | PE | PP | GF | GC | Dif |
| ------------------------- | --- | -- | -- | -- | -- | -- | -- | --- |
| Islas Turcas y Caicos     | 4   | 2  | 1  | 1  | 0  | 6  | 1  | +5  |
| Dominica                  | 4   | 2  | 1  | 1  | 0  | 6  | 2  | +4  |
| Islas Vírgenes Británicas | 0   | 2  | 0  | 0  | 2  | 1  | 10 | -9  |

| Fecha               | Lugar                                | Local                     | Resultado | Visitante                 |
| ------------------- | ------------------------------------ | ------------------------- | --------- | ------------------------- |
| 7 de agosto de 2023 | Santo Domingo (República Dominicana) | Dominica                  | 1 – 1     | Turcas y Caicos           |
| 8 de agosto de 2023 | Santo Domingo (República Dominicana) | Turcas y Caicos           | 5 – 0     | Islas Vírgenes Británicas |
| 9 de agosto de 2023 | Santo Domingo (República Dominicana) | Islas Vírgenes Británicas | 1 – 5     | Dominica                  |

### Grupo J
| Equipo                               | Pts | PJ | PG | PE | PP | GF | GC | Dif |
| ------------------------------------ | --- | -- | -- | -- | -- | -- | -- | --- |
| San Vicente y las Granadinas         | 6   | 2  | 2  | 0  | 0  | 15 | 0  | +15 |
| Sint Maarten                         | 3   | 2  | 1  | 0  | 1  | 4  | 7  | -3  |
| Islas Vírgenes de los Estados Unidos | 0   | 2  | 0  | 0  | 2  | 2  | 14 | -12 |

| Fecha               | Lugar                                | Local                        | Resultado | Visitante                    |
| ------------------- | ------------------------------------ | ---------------------------- | --------- | ---------------------------- |
| 7 de agosto de 2023 | Santo Domingo (República Dominicana) | San Vicente y las Granadinas | 10 – 0    | Islas Vírgenes E.U           |
| 8 de agosto de 2023 | Santo Domingo (República Dominicana) | Islas Vírgenes E.U           | 2 – 4     | Sint Maarten                 |
| 9 de agosto de 2023 | Santo Domingo (República Dominicana) | Sint Maarten                 | 0 – 5     | San Vicente y las Granadinas |

### Grupo K
| Equipo           | Pts | PJ | PG | PE | PP | GF | GC | Dif |
| ---------------- | --- | -- | -- | -- | -- | -- | -- | --- |
| Saint-Martin     | 6   | 2  | 2  | 0  | 0  | 7  | 1  | +6  |
| Guayana Francesa | 1   | 2  | 0  | 1  | 1  | 3  | 4  | -1  |
| Anguila          | 1   | 2  | 0  | 1  | 1  | 2  | 7  | -5  |

| Fecha               | Lugar                                | Local            | Resultado | Visitante        |
| ------------------- | ------------------------------------ | ---------------- | --------- | ---------------- |
| 7 de agosto de 2023 | San Cristóbal (República Dominicana) | Saint-Martin     | 5 – 0     | Anguila          |
| 8 de agosto de 2023 | San Cristóbal (República Dominicana) | Guayana Francesa | 1 – 2     | Saint-Martin     |
| 9 de agosto de 2023 | San Cristóbal (República Dominicana) | Anguila          | 2 – 2     | Guayana Francesa |

### Repechaje
| Fecha                | Lugar                                | Local        | Resultado | Visitante                |
| -------------------- | ------------------------------------ | ------------ | --------- | ------------------------ |
| 11 de agosto de 2023 | Santo Domingo (República Dominicana) | Sint Maarten | 1 – 5     | Guyana Francesa          |
| 11 de agosto de 2023 | San Cristóbal (República Dominicana) | Anguila      | 1 – 2     | Isla Vírgenes Británicas |

## Fase de eliminatorias

### Cuadro de desarrollo
|  | Semifinales                  | Semifinales                  |                              |   | Final | Final |
|  |                              |                              |                              |   |       |       |
|  | 11 de agosto – Santo Domingo |                              |                              |   |       |       |
|  |                              |                              |                              |   |       |       |
|  | Islas Turcas y Caicos        | 1                            |                              |   |       |       |
|  | Islas Turcas y Caicos        | 1                            | 12 de agosto – Santo Domingo |   |       |       |
|  | Saint-Martin                 | 3                            |                              |   |       |       |
|  | Saint-Martin                 | 3                            | Saint-Martin                 | 4 |       |       |
|  | 11 de agosto – Santo Domingo |                              | Saint-Martin                 | 4 |       |       |
|  |                              | San Vicente y las Granadinas | 1                            |   |       |       |
|  | San Vicente y las Granadinas | San Vicente y las Granadinas | 1                            | 4 |       |       |
|  | San Vicente y las Granadinas |                              |                              | 4 |       |       |
|  | Dominica                     | 0                            |                              |   |       |       |
|  | Dominica                     | 0                            | Tercer lugar                 |   |       |       |
|  |                              |                              |                              |   |       |       |
|  | 12 de agosto – Santo Domingo |                              |                              |   |       |       |
|  |                              |                              |                              |   |       |       |
|  | Islas Turcas y Caicos        | 0                            |                              |   |       |       |
|  | Islas Turcas y Caicos        | 0                            |                              |   |       |       |
|  | Dominica                     | 1                            |                              |   |       |       |